# Стипишич, Златан
Златан «Гибонни» Стипишич (хорв. Zlatan "Gibonni" Stipišić, родился 13 августа 1968 в Сплите) — хорватский певец и музыкант.

## Биография
Родился 13 августа 1968 года в музыкальной семье. Сын Любо Стипишича, известного хорватского музыканта и композитора. Начал свою карьеру в 1980-е годы в хеви-метал-группе Osmi putnik. После её распада стал вокалистом группы Divlje Jagode, которая записала несколько демо-кассет с песнями Стипишича перед распадом. Гитарист группы Зеле Липовача и придумал Стипишичу прозвище «Гибонни».
В 1990-е годы Гибонни начал свою сольную карьеру, исполняя песни в стиле, включавшем в себя рок, современный поп и народные песни Далмации. Гибонни стал чрезвычайно популярен среди молодёжи как Хорватии, так и всей бывшей Югославии. Он же стал автором песни «Cesarica» Оливера Драгоевича, одной из самых популярных в его репертуаре. В 2003 году Гибонни стал послом доброй воли ЮНИСЕФ, он регулярно участвует в благотворительных концертах и акциях.
В мае 2006 года Гибонни после пятилетней паузы (после победы альбома Mirakul в одной из музыкальных премий) выпустил альбом Unca fibre, в 2010 году — Toleranca, в 2013 — англоязычный альбом 20th Century Man.
У Гибонни есть трое детей: дочь Таня (род. 1996), сын Рандо (род. 1998) и Лоренцо (род. август 2005). Гибонни не знал, какое имя дать своему первому сыну, и эта неопределённость вылилась в имя «Рандо» (от англ. random — «случайный»). Его третий ребёнок имя получил только спустя несколько месяцев после рождения.

## Дискография
- 1991 Sa mnom ili bez mene, Croatia Records
- 1993 Noina arka, Croatia Records
- 1994 Kruna od perja, Croatia Records
- 1995 Koncert (live album), Croatia Records
- 1997 Ruža vjetrova, Croatia Records
- 1999 Judi, zviri i beštimje Dallas Records
- 1999 24 karata / 18 Velikih, Croatia Records
- 2000 HTisdn Millennium Koncert (DVD, live album), Dallas Records
- 2001 Mirakul, Dallas Records
- 2003 Svi moji punti kad se zbroje (box set), Dallas Records
- 2004 ZG Mirakul live (DVD, live album), Dallas Records
- 2006 Unca fibre, Dallas Records
- 2006 The platinum collection, Croatia Records
- 2007 Acoustic: Electric (live album), Dallas Records
- 2008 Acoustic: Electric special Christmas limited edition, Dallas Records
- 2010 Toleranca, Dallas Records
- 2013 20th Century Man, Dallas Records